# Parafia św. Michała Archanioła w Zblewie
Parafia Świętego Michała Archanioła w Zblewie – rzymskokatolicka parafia w Zblewie. Należy do dekanatu zblewskiego diecezji pelplińskiej. Erygowana w 1340 roku.